# Mino (Gifu)
Pour les articles homonymes, voir Mino.
Mino (美濃市, Mino-shi) est une ville située dans la préfecture de Gifu, au Japon à 45 km de Nagoya, à proximité de la baie d'Ise. La ville est réputée pour son papier washi traditionnel. De nombreuses rues sont dans le style du début de la période Edo (1603-1868). Une zone urbaine connue sous le nom de « paysage urbain d'Udatsu » (うだつのあがるまちなみ) est désignée comme une importante zone de conservation pour des groupes de bâtiments traditionnels (décision gouvernementale du 13 mai 1999).

## Géographie

### Situation
Mino est située dans le centre-sud de la préfecture de Gifu. La rivière Nagara et la rivière Itadori traversent la ville. Mino est entourée par la ville de Seki à l'ouest, au sud et à l'est et par la ville de Gujō au nord.

### Démographie
Au 31 décembre 2018, la ville comptait une population estimée à 20 749 habitants, dont 8 149 ménages et une densité de population de 180 personnes par km2. La superficie totale de la ville était de 117,01 kilomètres carrés.

### Climat
La ville a un climat caractérisé par des étés chauds et humides et des hivers doux (classification climatique Köppen Cfa). La température moyenne annuelle à Mino est de 15 °C. La pluviométrie annuelle moyenne est de 2 172 mm, septembre étant le mois le plus humide. Les températures sont les plus élevées en moyenne en août, à environ 27,8 °C, et les plus basses en janvier, à environ 3,2 °C.

## Histoire
La zone autour de Mino faisait partie de la province traditionnelle de Mino. Pendant la période Edo, Kanamori Nagachika, qui avait combattu dans l'armée de l'Est au cours de la bataille de Sekigahara et le fondateur du domaine de Takayama, avait obtenu la permission de Tokugawa Ieyasu de construire le château d'Oguriyama sur la rivière Nagara en 1600. En raison des inondations, la ville correspondant à ce château a été déplacée en 1605 sur un terrain plus élevé. En 1611, le clan Kozuchi est aboli par la mort de Kanamori Nagamitsu. La zone est devenue en 1615 une partie des propriétés du clan Owari sous le shogunat Tokugawa. Il restera territoire de clan Owari jusqu'à la fin de la période d'Edo. Au cours des réformes cadastrales de la restauration post-Meiji, on a créé le district de Mugi dans la préfecture de Gifu et avec la mise en place du système de municipalités moderne, le 1er juillet 1889, la ville de Kozuchi a été créée elle aussi. En juillet 1909, Kozuchi fut le site d'un impact de météorite. La météorite, qui pesait environ 13,5 kg (30 lb), s'est brisée en morceaux et est tombée sur une zone de 21 km de long et 8,0 km de large. Le plus gros morceau, environ 4 kg, est tombé dans le village de Gokurakuji. Le 1er avril 1911, Kozuchi a été renommé Mino. Mino a été élevée au statut de ville le 1er avril 1954 avec la fusion de la ville de Mino avec les villages de Suhara, Shimomaki, Kamimaki, Oyada, Aimi et Nakauchi.

## Patrimoine culturel
Mino est renommée pour sa production de papier japonais traditionnel, Mino washi, et ses rues, typiques de l'époque d'Edo (1603-1868). Une zone urbaine, connue sous le nom d'Udatsu Townscape, est désignée comme une importante zone de conservation de constructions traditionnelles par le gouvernement le 13 mai 1999.
Remarque : fours à grès de l'ancienne province de Mino : les fours anciens de Mino (Mino ware (en)), hauts lieux de la céramique japonaise, étaient globalement situés autour des villes actuelles de Toki et Minokamo. Les sites se trouvaient dans les municipalités de Tajimi et Kasahara, Toki, Mizunami et Kani.

## Gouvernement
Mino a une forme de gouvernement maire-conseil avec un maire directement élu et une législature municipale monocamérale de 13 membres.

## Éducation
Mino a cinq écoles primaires publiques et deux collèges publics gérés par le gouvernement de la ville. La ville a un lycée public géré par le Conseil préfectoral de l'éducation de Gifu.

## Transports
Mino est desservie par la ligne Etsumi-Nan de la compagnie Nagaragawa Railway. Cinq gares se trouvent dans le périmètre de la ville : Matsumori, Minoshi, Umeyama, Yunohora-Onsenguchi et Suhara.
La ville est également traversée par plusieurs routes et autoroutes : E 41 Tōkai-Hokuriku - C 3 Tōkai-Kanjō - Route nationale 156.